# 30-мм шестиствольный зенитный автомат 6К30ГШ
30-мм зенитная автоматическая пушка 6К30ГШ — модификация зенитной автоматической пушки ГШ-6-30К. Разработана конструкторами В. П. Грязевым и А. Г. Шипуновым. Предназначена для оснащения ракетно-пушечных комплексов ПРО кораблей ВМФ в ближней зоне (ЗРАК «Кортик»).
Конструкция пушки выполнена по схеме Гатлинга с вращающимся блоком стволов. Автоматика работает за счёт энергии пороховых газов, отводимых из стволов, что нетипично для этого класса оружия (так, первая картечница Гатлинга имела ручной механический привод, а в современных зарубежных образцах оружия по схеме Гатлинга автоматика работает на внешнем приводе, как правило от электромотора). Управление стрельбой дистанционное.
| Основные тактико-технические характеристики                             |               |
| ----------------------------------------------------------------------- | ------------- |
| Ресурс, выстрелов                                                       | 8000          |
| Питание                                                                 | беззвеньевое  |
| Усилие отдачи, кН                                                       | 70            |
| Способ воспламенения заряда в патроне                                   | электрический |
| Масса патрона, кг                                                       | 0,83          |
| Напряжение питания постоянного тока, В                                  | 27            |
| Условия эксплуатации, °C                                                | от −40 до +50 |
| Давление сжатого воздуха, подводимое к пневмостартеру автомата, кгс/см² | 70            |
| Система охлаждения блока стволов                                        | испарительная |